# Atletica leggera ai Giochi della XXV Olimpiade - Eptathlon
L'eptathlon ha fatto parte del programma femminile di atletica leggera ai Giochi della XXV Olimpiade. La competizione si è svolta nei giorni 1-2 agosto 1992 allo Stadio del Montjuic di Barcellona.

## Presenze ed assenze delle campionesse in carica
| Competizione         | Atleta           | Prestazione | Barcellona 1992 |
| -------------------- | ---------------- | ----------- | --------------- |
| Olimpiadi 1988       | Jackie Joyner    | 7 291 p.    | Presente        |
| Commonwealth 1990    | Jane Flemming    | 6 695 p.    | Presente        |
| Goodwill Games 1990  | Jackie Joyner    | 6 783 p.    | Presente        |
| Europei 1990         | Sabine Braun     | 6 688 p.    | Presente        |
| Asiatici 1990        | Ma Miaolan       | 6 231 p.    | Assente         |
| Panamericani 1991    | DeDee Nathan     | 5 778 p.    | 4ª ai Trials    |
| Mondiali 1991        | Sabine Braun     | 6 672 p.    | Presente        |
|                      |                  |             |                 |
| Mondiali junior 1988 | Svetla Dimitrova | 6 289 p.    | Presente        |

## La gara
Ci si aspetta un duello fino all'ultima gara tra Jackie Joyner e Sabine Braun. La Joyner comincia con un ottimo 12"85 negli ostacoli alti. La Braun fa meglio nell'alto e nel peso. Ma sui 200 l'americana ristabilisce le distanze. Alla fine della prima giornata è in testa con 4136 punti, seguita dalla Braun con 4009 e dalla russa Belova con 3991.

Nella seconda giornata la Braun ha una controprestazione nel lungo e si fa superare dalla Belova. La Joyner invece non ha cedimenti e conclude sopra i 7 000 punti.

## Risultati

### Finale
| Pos | Paese                                          | Atleta                       | Punti                                |
| --- | ---------------------------------------------- | ---------------------------- | ------------------------------------ |
|     | Stati Uniti                                    | Jackie Joyner                | 7.044                                |
|     | CORSE 100 h: 12"85 200 m: 23"12 800 m: 2'11"78 | SALTI Alto: 1,91 Lungo: 7,10 | LANCI Peso: 14,13 Giavellotto: 44,98 |
|     | Squadra Unificata                              | Irina Belova                 | 6.845                                |
|     | Germania                                       | Sabine Braun                 | 6.649                                |